# II. Lajos, Blois grófja
II. Lajos (franciául: Louis II. de Blois-Châtillon) francia nemesúr, Blois grófja és Avesnes ura 1342 és 1346 között.

## Élete
I. Guidó, Blois grófja és Valois Margit fiaként született. Apja halála után örökölte meg a Blois grófja címet.
1346. augusztus 26-án a Crécyi csatában vesztette életét. Fia, III. Lajos lett a következő blois-i gróf.

### Házassága
1340-ben vette feleségül Avesnes-i Jane-t, Avesnes János soissons-i gróf lányát. Három gyermekük született:
- Lajos, Blois grófja
- János, Blois grófja
- Guidó, Blois grófja